# Anduelo Amoeferie
Anduelo Amoeferie (Paramaribo, 24 september 1991) is een Surinaams voetballer die speelt als verdediger die speelt voor de Surinaamse club Inter Moengotapoe.

## Carrière
Amoeferie speelt sinds 2011 voor de Surinaamse club Inter Moengotapoe. Hij won zes landstitels en driemaal de beker met Moengotapoe.
Sinds 2015 speelt hij ook voor Suriname, hij speelde al 16 interlands voor zijn land.

## Erelijst
- SVB-Eerste Divisie: 2012/13, 2013/14, 2014/15, 2015/16, 2016/17, 2018/19
- Surinaamse voetbalbeker: 2011/12, 2016/17, 2018/19
- Suriname President's Cup: 2012, 2013, 2017, 2019